# Акжар (Алма-Ата)
Акжар (каз. Ақжар, до 1996 г. — Красный Восток) — микрорайон в Наурызбайском районе города Алматы. Находится на берегу реки Аксай. . Код КАТО — 195239200. С 2015 года Акжар является микрорайоном города Алматы и входит в состав города.

## Население
В 1999 году население села составляло 4671 человек (2241 мужчина и 2429 женщин). По данным переписи 2009 года, в селе проживало 13317 человек (6636 мужчин и 6681 женщина).